# Leucodonta tormentoria
Leucodonta tormentoria är en fjärilsart som beskrevs av Johann August Ephraim Goeze 1781. Leucodonta tormentoria ingår i släktet Leucodonta och familjen tandspinnare. Inga underarter finns listade i Catalogue of Life.